# Nora Groß
Nora Groß (geb. Blaßmann; * 28. Oktober 1891 in Bautzen; † 13. Juni 1976) war eine deutsche Mineralogin, Kristallographin und Hochschullehrerin.

## Leben

### Herkunft, Ausbildung und Privatleben

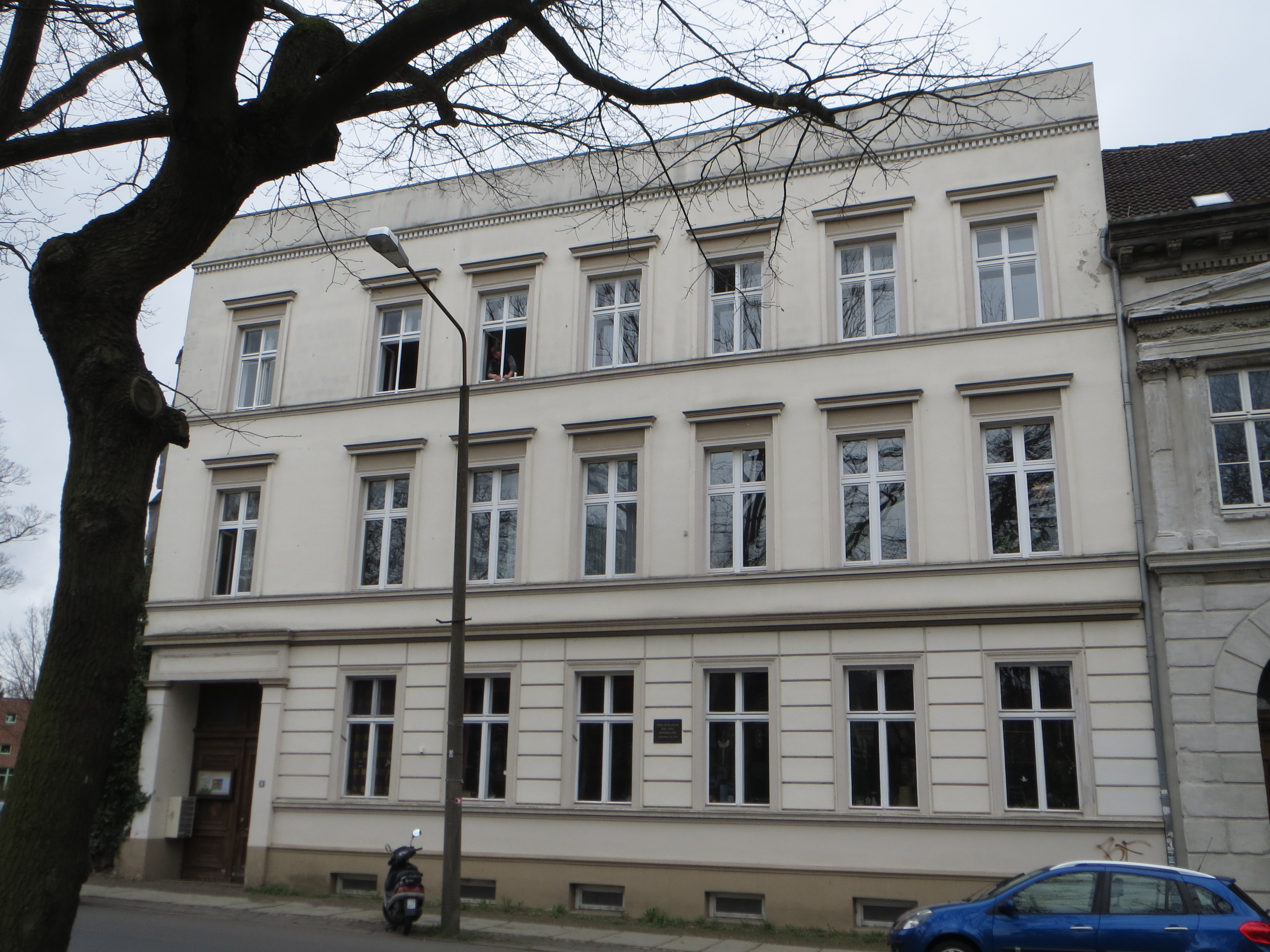
Karl-Marx-Platz 18 in Greifswald

Sie kam als Tochter des Generalmajors Franz Blaßmann (1855–1935) und dessen Ehefrau Marie Wahl zur Welt. Nach ihrer Schulausbildung besuchte sie zunächst zwischen 1906 und 1911 das Königliche Lehrerinnenseminar in Dresden und arbeitete anschließend für ein Jahr als Lehrerin – sowohl in Privathaushalten als auch an Leipziger Bürgerschulen. Von 1912 bis 1914 holte sie dann am Realgymnasium der Studienanstalt Leipzig ihr Abitur nach. In der Folge immatrikulierte sie sich für ein Studium der Botanik, Zoologie, Physik und Mineralogie an der Universität Leipzig. Als Komplettierung der Lehrerinnenausbildung legte sie 1915 die Wahlfähigkeitsprüfung für Volksschullehrerinnen ab. 1918 zog sie nach Greifswald, setzte ihr Studium an der dortigen Universität fort und konnte es im selben Jahr abschließen. Im Jahr 1921 wurde sie dort mit einer Dissertation über Die Bezugsfläche der Lösungsgeschwindigkeiten kristalliner Materie promoviert.
1919 heiratete sie den Mineralogen Rudolf Groß, der 1948 kurzzeitig Rektor der Ernst-Moritz-Arndt-Universität Greifswald war. Beide hatten die gemeinsamen Töchter Irmgard (* 1920) und Gertrud (* 1923). Die Familie bewohnte das noch heute bestehende Haus am Karl-Marx-Platz 18, das am Grüngürtel unmittelbar westlich der Altstadt gelegen ist.

### Wissenschaftliche Laufbahn
Ihr wissenschaftliches Wirken begann laut Nora Groß’ eigenen Aussagen bereits 1917 an der Universität Leipzig, als sie sich am Aufbau eines Röntgenapparates beteiligte – der ersten kristallographischen Einrichtung dieser Art an einem mineralogischen Institut.
Nach ihrem Studienabschluss und mit der Eheschließung 1919 begann eine sich über mehr als dreieinhalb Jahrzehnte spannende Lebens- und Forschungsgemeinschaft mit Rudolf Groß. Zunächst wirkte sie bis 1921 als dessen unbezahlte wissenschaftliche Hilfskraft am mineralogischen Institut der neu gegründeten Universität Hamburg, an die ihr Mann berufen worden war. 1922 wechselte sie mit ihm zurück nach Greifswald – wo er (mit einer kurzen Unterbrechung) bis zu seinem Tod 1954 das dortige mineralogische Institut leiten sollte – und hielt im September auf der achten Jahresversammlung der Deutschen Mineralogischen Gesellschaft in Leipzig einen Vortrag über Die Kernzahl als Funktion von Volumen, Zeit und Unterkühlung von Schmelzen. Ab 1927 war sie wieder regelmäßige wissenschaftliche Mitarbeiterin („unbezahlte Volontärassistentin“) ihres Mannes. Als solche leistete sie vorwiegend experimentelle Unterstützung bei den Arbeiten der Doktoranden und trat als Reparaturmechanikerin für die Geräte in den Institutslaboren in Erscheinung. Etwa um 1932 verlagerte sich ihr Aufgabenfeld und sie war hauptsächlich als Vorlesungsassistentin tätig.
Infolge verschärfter Entnazifizierungskriterien wurde Rudolf Groß, der förderndes Mitglied der SS gewesen war, am 16. Februar 1946 von allen Ämtern suspendiert. Daraufhin erhielt Nora Groß am 7. März eine etatmäßige und erstmals bezahlte Assistentenstelle. Auf dieser Basis wurde sie am 1. August als kommissarische Direktorin des mineralogisch-petrographischen Instituts eingesetzt. Bis zur Wiederzulassung der Lehre ihres Mannes am 1. Oktober 1947 hielt sie sämtliche Vorlesungen am Institut sowie ab dem Wintersemester 1946/1947 auch die Vorlesungen und Übungen zur Bodenkunde an der neu eingerichteten landwirtschaftlichen Fakultät. Die Direktion oblag ihr bis zur vollständigen Wiedereinstellung Rudolfs im März 1948. Im Einvernehmen mit Kollegen der Nachbarinstitute und dem Universitätsrektor bemühte sich ihr Mann darum, sie als vollwertige Dozentin einzustellen. Dies geschah allerdings zunächst nicht. Zwischen 1947 und 1951 besaß sie einen Forschungsauftrag für „Kristallographische Wachstumsversuche an Salzen“.
Da Rudolf Groß kurz vor der Emeritierung stand, lief das Berufungsverfahren zur Neubesetzung des Professoren- und Direktorenpostens seit 1953. Nach seinem Unfalltod 1954 ernannte man im Herbst gleichen Jahres abermals Nora Groß zur kommissarischen Institutsdirektorin. Es kam jedoch zu keiner Lösung der Personalfrage und das Verfahren wurde 1957 beendet, womit formal auch ihre Amtszeit endete. Zugleich hatte die nicht habilitierte Groß allerdings zum 1. April 1955 eine sogenannte „Wahrnehmungsdozentur“ erhalten – zunächst noch ohne Assistenten. Sie war zu dieser Zeit die einzige wissenschaftliche Kraft am mittlerweile umbenannten Institut für Mineralogie, Petrographie, Lagerstättenkunde und Geochemie. Zwar wurde sie später von einem Assistenten unterstützt, doch im Zuge einer Umstrukturierung der DDR-Bildungslandschaft verteilte man die Mineralogiestudenten auf die Universitäten in Berlin und Halle (Saale). Ab dem Herbstsemester 1955 wurden in Groß’ Institut nur noch Nebenfachvorlesungen für Geologen und Chemiker gehalten. Am 1. September 1960 erfolgte ihre Emeritierung.

### Bedeutung
Das vordringliche Forschungsinteresse von Nora Groß lag – neben Kristallisationskeimen und der Physiographie der Minerale – auf dem Wachstum und der Auflösung von Kristallen und damit verbundenen Problemen der Lagerstättenerkundung. Zusammen mit ihrem Ehemann führte sie jedoch auch röntgenometrische und Hochtemperaturmessungen durch, die sich mit Rekristallisations- und Vergütungsaspekten befassten. Sie ist zusammen mit ihrem Mann maßgeblich verantwortlich für eine umfangreiche und sehr gut sortierte mineralogische Sammlung, die noch immer im heutigen Institut für Geographie und Geologie der Ernst-Moritz-Arndt-Universität Greifswald lagert. 
Darüber hinaus hinterließ sie zahlreiche Zeugnisse, die Einblick in die Arbeitsgemeinschaft geben, die sie mit ihrem Mann verband. So führte sie beispielsweise zwischen dem 1. April 1936 und dem 1. Januar 1939 detaillierte Familientagebücher. Diese enthalten neben privaten Fotos auch zahlreiche Informationen darüber, in welcher Art und Weise und in welchem Umfang Rudolf und Nora Groß die wissenschaftliche Arbeit als „Familienunternehmen“ organisiert haben. Auch wird deutlich, wie die beiden Töchter (15 und 18 Jahre alt zum Ende der Einträge) eingebunden waren und welche Erwartungen an sie gerichtet wurden.

## Publikationen
Wissenschaftliche Werke
- R. Groß, N. Blaßmann: Drahtförmige Kristalle von Wolfram. In: Neues Jahrbuch für Mineralogie, Geologie und Paläontologie. Beilage-Band 42, 1919, Seiten 728–753.
- N. Blaßmann: Die Bezugsfläche der Lösungsgeschwindigkeiten kristalliner Materie. Gente, Hamburg, 1921, zugleich Dissertation, Universität Greifswald 1919.
- N. Groß: Die Bezugsfläche der Lösungsgeschwindigkeit für Gips. In: Zeitschrift für Kristallographie. Band 57, 1922, Seiten 145–179.
- R. Groß, N. Groß: Die Atomanordnung des Kupferkieses und die Struktur der Berührungsflächen gesetzmäßig verwachsener Kristalle. In: Neues Jahrbuch für Mineralogie, Geologie und Paläontologie. Beilage-Band 48, 1923, S. 113–135.

Sonstiges
- N. Groß: Die Geschichte des Mineralogischen Instituts der Ernst Moritz Arndt-Universität Greifswald. In: Ernst-Moritz-Arndt-Universität Greifswald: Festschrift zur 500-Jahrfeier der Universität Greifswald, 17. 10. 1956. Band 2, Verlag der Volksstimme, Greifswald 1956, Seiten 483–488.